# Marie Adolphine
Marie Adolphine (kloosternaam van Catharina (Kaatje) Dirks (ook wel: Dierkx), Ossendrecht, 3 maart 1866 - Taiyuan (China), 9 juli 1900) was een Nederlandse rooms-katholieke zuster die tijdens de Bokseropstand in China vermoord werd. Op 1 oktober 2000 werd zij door paus Johannes Paulus II heilig verklaard.

## Levensloop
Kaatje Dirks werd geboren in het gezin van bakker Petrus Johannes Dirks en Judoca Carolina Withaegs. Terwijl zij in haar geboorteakte staat geregistreerd als 'Judoca Catharina', werd zij met de voornamen 'Anna Catharina' in de doopboeken ingeschreven. 
Op vijfjarige leeftijd verloor Kaatje haar moeder. Tot haar achttiende woonde ze bij pleegouders. Na haar lagere schooltijd bij de Zusters Franciscanessen van Oudenbosch, ging zij werken op de inpakafdeling van een cichoreifabriek in haar geboorteplaats. Achttien geworden vertrok ze naar Antwerpen, waar zij werkte als dienstbode bij welgestelden.
In Antwerpen leerde zij de Zusters Franciscanessen missionarissen van Maria kennen. Onder de indruk van de vele goede werken van deze zusters, voelde zij zich ook geroepen tot zo'n leven vol dienstbaarheid. In 1893 trad zij in bij deze zustercongregatie. Zuster Marie Adolphine werd haar kloosternaam. Als jong geprofeste zuster kreeg zij werk in de keuken en de zorg over de wasserij en de linnenkamer. Haar oversten beschreven haar als plichtsgetrouw, hulpvaardig, ingetogen en gedurende de recreatietijden goedlachs en blijmoedig.
Toen de bisschop van Tai-Yuan-Foe in het roerige China zusters zocht voor zijn missiepost en met name voor het weeshuis en een op te richten hospitaal, was Marie Adolphine een van de acht zusters die daarvoor werden aangewezen. Alhoewel ze erop gewezen was dat daar onlangs nog westerse missionarissen gemarteld en gedood waren, wilde ze toch naar China. Ze zou voor God alles over hebben gehad, ook haar leven.
De zeereis naar China was zwaar. Een van de acht zusters overleed tijdens de reis naar Tai-Yuan-Foe. Bij aankomst bleek dat de voorzieningen van de missiepost karig waren. Mede daardoor kampten de zusters een jaar lang met allerlei ontberingen en ernstige ziekten. Onenigheid met de bisschop en tegenwerking van de Chinese leiding van het weeshuis leidde tot teleurstelling bij de zusters.
In juli 1900 bereikten moordende en plunderende bokserbendes Tai-Yuan-Foe. Na een schijnproces werden op 9 juli 1900 alle missionarissen (zeven zusters, twee bisschoppen, twee paters en een broeder), eerst de mannen dan de vrouwen, met het zwaard onthoofd.
Op 10 december 1926 werd begonnen aan het proces ter zaligverklaring van Marie Adolphine en andere vermoorde missionarissen en christenen van Taiyuan door paus Pius XI. De zaligverklaring werd op op 24 november 1946 uitgesproken door paus Pius XII. Hierdoor was ze de eerste Nederlandse martelares. Op 1 oktober 2000 werd ze ten slotte door paus Johannes Paulus II heilig verklaard.

## Feestdag
Haar feestdag valt op een zondag nabij 8 juli. Dit zou eigenlijk op 9 juli, haar sterfdag, herdacht moeten worden, maar die dag is volgens de Nederlandse liturgische kalender gereserveerd voor de martelaren van Gorcum.

### Medezusters
- Amandina van Schakkebroek (28 december 1872 - 9 juli 1900)